# Pont Francis-Scott-Key (Washington, D.C.)
Ne doit pas être confondu avec le pont Francis-Scott-Key de Baltimore, qui s'est effondré en 2024.
Le pont Francis-Scott-Key, plus connu sous le nom de pont Key, est un pont en arc enjambant le Potomac entre Rosslyn (Comté d'Arlington, Virginie) et le quartier de Georgetown, Washington, D.C..

## Caractéristiques
Le pont est en béton renforcé à six voies sans terre-plein central permettant à l'U.S. Route 29 de traverser le Potomac sur une largeur de quelque 520 m. Il comporte six arches et quatre de ses sept piles sont immergées dans le fleuve. Le pont relie les deux villes par leurs quais hauts, les voies de leurs quais bas étant enjambées par une arche chacun. Une bordure surélevée protège les piétons de la chaussée; leur circulation s'effectue sur des trottoirs latéraux bordés d'un garde-corps et illuminés de réverbères.

## Historique
Commencé en 1916 et achevé en 1923, c'est le plus vieux pont de Washington sur le Potomac encore en service. Il est installé au nord-nord-ouest de l'île Théodore-Roosevelt.

## Origine du nom
Il porte le nom de Francis Scott Key, avocat mort en 1843 à Baltimore et connu pour être l'auteur des paroles de l'hymne national américain, The Star-Spangled Banner.